# Обата, Такэси
Такэси Обата (яп. 小畑 健 Обата Такэси, род. 11 февраля 1969 года, Ниигата, префектура Ниигата, Япония) — японский мангака. Обычно работает в качестве художника, сотрудничая с писателем. Он также руководил некоторыми мангаками, включая Кэнтаро Ябуки при работе с Black Cat, Нобухиро Вацуки — Rurouni Kenshin, Цугуми Обой — Death Note и Юсукэ Муратой — Eyeshield 21.

## Карьера
Первой его примечательной работой стала короткая манга 500 Kōnen no Kaiwa, за которую в 1985 году он был награждён премией Тэдзуки. Присоединившись к команде «Weekly Shonen Jump», он работал под руководством Макото Нивано, пока в 1989 году не создал свою первую серию Cyborg Jii-chan G. В дальнейшем Обата работал вместе с писателями над их историями. В конце концов, с 1998 года он совместно с Юми Хоттой начал работу над Hikaru no Go, прославившей обоих.
Как художник Hikaru no Go, он получил премию издательства «Сёгакукан» в 2000 году и премию Осаму Тэдзуки за вклад в культуру в 2003 году.
С февраля 2004 по май 2006 года совместно с Цугуми Обой выпускал мангу «Тетрадь смерти».
С декабря 2006 года по июль 2007 он работал над мангой Blue Dragon Ral Grad, адаптацией компьютерной игры в жанре фэнтези Blue Dragon.
В конце 2007 года он нарисовал короткую историю Hello Baby в соавторстве с писателем Масанори Моритой. История была напечатана в «Jump Square». После этого последовала короткая манга в сотрудничестве с Нисио Исином. В августе 2008 года Обата начал работу над новой серией вместе с Цугуми Обой — «Бакуман».
Кроме работы над мангой Такэси Обата также создал дизайн персонажей к компьютерной игре Castlevania Judgment.
В 2011 году в журнале «Nikkei Entertainment» был опубликован рейтинг наиболее коммерчески успешных мангак современности. Обата занял в рейтинге шестое место.
В 2015 году совместно с Цугуми Обой начал выпуск манги «Платиновый предел» (Platinum End).

## Работы
- Cyborg Jii-chan G (яп. CYBORGじいちゃんG（サイボーグじいちゃんジー）)
- Arabian Majin Bokentan Lamp Lamp вместе с Сусуму Сэндо
- Rikito Densetsu -Oni wo Tsugu Mono- вместе с Масару Миядзаки
- Karakurizoshi Ayatsuri Sakon вместе с Сяраку Маро
- Hikaru no Go вместе с Юми Хоттой, консультантом по го была Юкари Ёсихара (5-дан)
- «Тетрадь смерти» вместе с Цугуми Обой
- Blue Dragon Ral Grad вместе с Цунэо Такано
- Hello Baby вместе с Масанори Моритой
- Uro-oboe Ouroboros вместе с Нисио Исином
- Castlevania Judgment (дизайн персонажей)
- «Бакуман» вместе с Цугуми Обой
- All You Need Is Kill вместе с Такэси Рёсукэ
- Platinum End вместе с Цугуми Обой
- Show-ha Shoten! вместе с Акинари Асакурой

## Награды
Номинировался на Eisner Award 2008 года как «Лучший художник» за работу над «Тетрадью смерти» и Hikaru no Go.